# Strankholz

Das Strankholz (hier: der „Strangk“) im 16. Jahrhundert (mittig unten). Die Karte ist gesüdet, d. h. Norden ist unten und Osten ist links.

Das Strankholz (auf verschiedenen historischen Landkarten auch als Strangholz, das Strange Holz oder Strangk bezeichnet) war ein Waldgebiet in Sachsen, das sich zwischen Radeberg, Wallroda und Kleinröhrsdorf befand.

## Lage
Die sogenannte Ur-Oeder-Karte, die Erste Kursächsische Landesaufnahme des Kartografen Matthias Oeder aus dem 16. und 17. Jahrhundert, verzeichnet den Strangk nahe den Heinrichsthaler Teichen, östlich der Landwehr und der Straße nach Pulsnitz. Im „Topographischen Atlas des Königreichs Sachsen“ von Jakob Andreas Hermann Oberreit wird das Gebiet als Strangholz bezeichnet und grenzt unmittelbar nördlich an das Hüttertal. Auf dem Gebiet des früheren Waldes befinden sich heute landwirtschaftlich genutzte Äcker, die Staatsstraße (S) 158 von Radeberg nach Großröhrsdorf und die Stadtrandsiedlung Radeberg.

## Geschichte

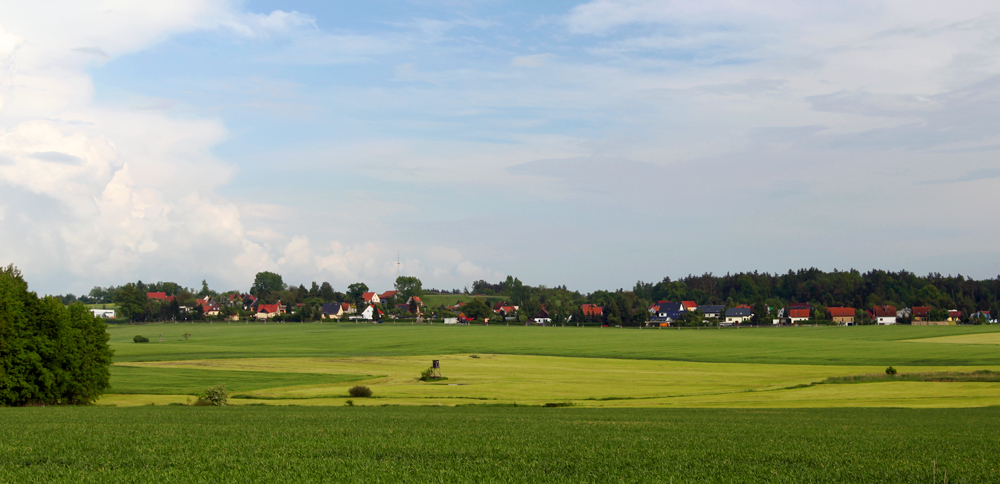
Blick von der Landwehr in Richtung Hüttertal über das ehemalige Waldgebiet

Das Strankholz als Waldstück ist spätestens seit dem 16. Jahrhundert schriftlich überliefert. Etwa in der Mitte des 19. Jahrhunderts wurde damit begonnen, den Wald zu roden und in Nutzflächen umzuwandeln. Im Boden der neu angelegten Felder wurde ein Schluff-Anteil festgestellt, der die Wasserkapazität des Areals verbesserte und die Eignung zur Landwirtschaft verstärkte. Bis zur Mitte des 20. Jahrhunderts wurde beinahe der gesamte Waldbestand beseitigt und die gewonnenen Flächen zu Äckern umgenutzt. Lesesteine auf dem ehemaligen Waldgebiet sind eiszeitliche Ablagerungen einheimischer und nordischer Gesteinstypen aus der Elster-Kaltzeit.
Die Feldflächen und Freiräume zwischen der Landwehr und der Stadtrandsiedlung Radeberg, also auch das Gebiet des früheren Strankholzes, sind als Regionaler Grünzug zum Zweck der Erhaltung eines Artenschutz- und Biotopverbunds deklariert.